# Dvalinia
Dvalinia is een geslacht van vliesvleugeligen uit de familie Pteromalidae. De wetenschappelijke naam van dit geslacht is voor het eerst geldig gepubliceerd in 1977 door Hedqvist.

## Soorten
Het geslacht Dvalinia omvat de volgende soorten:
- Dvalinia axillaris Hedqvist, 1977
- Dvalinia fascipennis De Santis & Gallego de Sureda, 1986